# جامعة كابوسفار
جامعة كابوسفار (بالمجرية:Kaposvári Egyetem) هي جامعة دولة في مدينة كابوسفار المجرية، يبلغ عدد طلابها نحو 5.000، تأسست الجامعة عام 2000 وتقسمت إلى أربع كليات عام 2004. رئيس جامعة كابوسفار هو بيتر هورن (عضو في أكاديمية العلوم المجرية).

## وصلات خارجية
- موقع الجامعة نسخة محفوظة 10 يونيو 2008 على موقع واي باك مشين. (باللغة المجرية)